# Slittino ai XXIII Giochi olimpici invernali
Le gare di slittino ai XXIII Giochi olimpici invernali di Pyeongchang in Corea del Sud si sono svolte dal 10 al 15 febbraio 2018 sulla pista dell'Alpensia Sliding Centre nella località di Daegwallyeong. Si sono disputate quattro e competizioni, singolo uomini e singolo donne, doppio e gara a squadre.

## Calendario
| Uomini  | 1ª e 2ª manche singolo | 3ª e 4ª manche singolo |                        |                        |                       |                | 1 |
| Donne   |                        |                        | 1ª e 2ª manche singolo | 3ª e 4ª manche singolo |                       |                | 1 |
| Doppio  |                        |                        |                        |                        | 1ª e 2ª manche doppio |                | 1 |
| Squadre |                        |                        |                        |                        |                       | Gara a squadre | 1 |
| Totale  |                        | 1                      |                        | 1                      | 1                     | 1              | 4 |

## Podi

### Uomini
| Evento             | Oro              | Tempo    | Argento       | Tempo    | Bronzo          | Tempo    |
| Singolo (dettagli) | David Gleirscher | 3'10"702 | Chris Mazdzer | 3'10"728 | Johannes Ludwig | 3'10"932 |

### Donne
| Evento             | Oro                  | Tempo    | Argento          | Tempo    | Bronzo     | Tempo    |
| Singolo (dettagli) | Natalie Geisenberger | 3'05"232 | Dajana Eitberger | 3'05"599 | Alex Gough | 3'05"644 |

### Doppio
| Evento            | Oro                               | Tempo    | Argento                           | Tempo    | Bronzo                               | Tempo    |
| Doppio (dettagli) | Germania Tobias Wendl Tobias Arlt | 1'31"697 | Austria Peter Penz Georg Fischler | 1'31"785 | Germania Toni Eggert Sascha Benecken | 1'31"987 |

### Misti
| Evento                    | Oro                                                                    | Tempo    | Argento                                                 | Tempo    | Bronzo                                                            | Tempo    |
| Gara a squadre (dettagli) | Germania Natalie Geisenberger Johannes Ludwig Tobias Arlt Tobias Wendl | 2'24"517 | Canada Alex Gough Sam Edney Tristan Walker Justin Snith | 2'24"872 | Austria Madeleine Egle David Gleirscher Peter Penz Georg Fischler | 2'24"988 |

## Medagliere
| Pos.   | Paese       | Oro | Argento | Bronzo | Totale |
| ------ | ----------- | --- | ------- | ------ | ------ |
| 1      | Germania    | 3   | 1       | 2      | 6      |
| 2      | Austria     | 1   | 1       | 1      | 3      |
| 3      | Canada      | 0   | 1       | 1      | 2      |
| 4      | Stati Uniti | 0   | 1       | 0      | 1      |
| Totale | Totale      | 4   | 4       | 4      | 12     |